# Łuki skrzelowe
Łuki skrzelowe – chrzęstne lub kostne elementy wchodzące w skład szkieletu trzewioczaszki kręgowców. U różnych grup zwierząt występują w różnej liczbie. U wszystkich kręgowców lądowych łuki skrzelowe występują w stadium embrionalnym, następnie podlegają różnorodnym przekształceniom (m.in. w kosteczki słuchowe, elementy szkieletu języka i górnych dróg oddechowych).
Pierwsza para łuków skrzelowych zawsze przekształca się w szczęki (bez krągłoustych), reszta może pełnić różne funkcje, np. u ryb druga para tworzy aparat gnykowo-żuchwowy podtrzymujący szczęki (kość gnykowa i chrząstka żuchwowa), a pozostałe łuki skrzelowe stanowią podparcie dla skrzeli.